# Sławomir Kruszkowski
Sławomir Kruszkowski (Toruń, 14 de octubre de 1975) es un deportista polaco que compitió en remo.
Ganó dos medallas en el Campeonato Mundial de Remo, en los años 2002 y 2003, y una medalla de plata en el Campeonato Europeo de Remo de 2007.
Participó en tres Juegos Olímpicos de Verano, ocupando el octavo lugar en Sídney 2000 (cuatro scull), el cuarto en Atenas 2004 (cuatro scull) y el quinto en Pekín 2008 (ocho con timonel).

## Palmarés internacional
| Campeonato Mundial | Campeonato Mundial | Campeonato Mundial | Campeonato Mundial |
| Año                | Lugar              | Medalla            | Prueba             |
| ------------------ | ------------------ | ------------------ | ------------------ |
| 2002               | Sevilla (España)   | Medalla de plata   | Cuatro scull       |
| 2003               | Milán (Italia)     | Medalla de bronce  | Cuatro scull       |
| Campeonato Europeo |                    |                    |                    |
| Año                | Lugar              | Medalla            | Prueba             |
| 2007               | Poznań (Polonia)   | Medalla de plata   | Ocho con timonel   |